# Oldenbergiella canalicata
Oldenbergiella canalicata is een vliegensoort uit de familie van de afvalvliegen (Heleomyzidae). De wetenschappelijke naam van de soort is voor het eerst geldig gepubliceerd in 1998 door Carles-Tolra.